# Manjū
Manjū (饅頭 (man đầu) まんじゅう) là một loại bánh kẹo truyền thống của Nhật Bản. Trong các loại manjū, hầu hết đều có vỏ ngoài làm từ bột mì, bột gạo, sắn dây và kiều mạch, và nhân là anko (tương đậu đỏ), thường được làm từ đậu adzuki luộc và đường. Manjū đôi khi được làm với các loại nhân khác như mứt hạt dẻ. Ở Hawaii, người ta có thể tìm thấy manjū vùng Okinawa được làm với nhân là khoai lang tím, bơ, sữa, đường và muối, nhưng nhân phổ biến nhất là bột đậu, trong đó có một số loại bao gồm koshian, tsubuan và tsubushian.

## Lịch sử
Manjū là một loại bánh ngọt làm từ bột mì truyền thống của Nhật Bản (thay vì làm từ gạo như mochi). Nó có nguồn gốc từ Trung Quốc dưới tên mantou (màn thầu) trong tiếng Trung, nhưng được gọi là manjū khi đến Nhật Bản. Năm 1341, một sứ thần Nhật Bản trở về từ Trung Quốc đã mang theo mantou về và bắt đầu bán nó với tên gọi nara-manjū. Đây được cho là nguồn gốc của manjū Nhật Bản. Kể từ đó, nó đã được người Nhật ăn trong gần 700 năm. Bây giờ nó có thể được tìm thấy ở nhiều cửa hàng bánh ngọt Nhật Bản. Giá cả hợp lý của nó được cho là một lý do khiến cho món ăn này phổ biến.

## Các biến thể
Trong vô số loại manjū, một số loại phổ biến hơn những loại khác.
- Matcha (trà xanh) manjū là một trong những loại phổ biến nhất. Trong trường hợp này, bên ngoài manjū có hương vị trà xanh và có màu xanh lục.
- Mizu (nước) manjū được ăn theo truyền thống vào mùa hè và chứa nhân đậu có hương vị. Mặt ngoài của mizu manjū được làm bằng tinh bột kuzu, giúp bột có màu trong mờ giống như thạch.[1]
- Ngoài ra, manjū có thể có các loại nhân có hương vị khác nhau, chẳng hạn như kem có vị cam.
- Như trường hợp của nhiều loại thực phẩm Nhật Bản, ở một số vùng của Nhật Bản, người ta có thể tìm thấy manjū độc nhất của vùng đó, chẳng hạn như momiji manjū hình lá phong ở Hiroshima và Miyajima.
- Các biến thể trong khu vực của tỉnh Saitama được gọi là Jumangoku manjū.

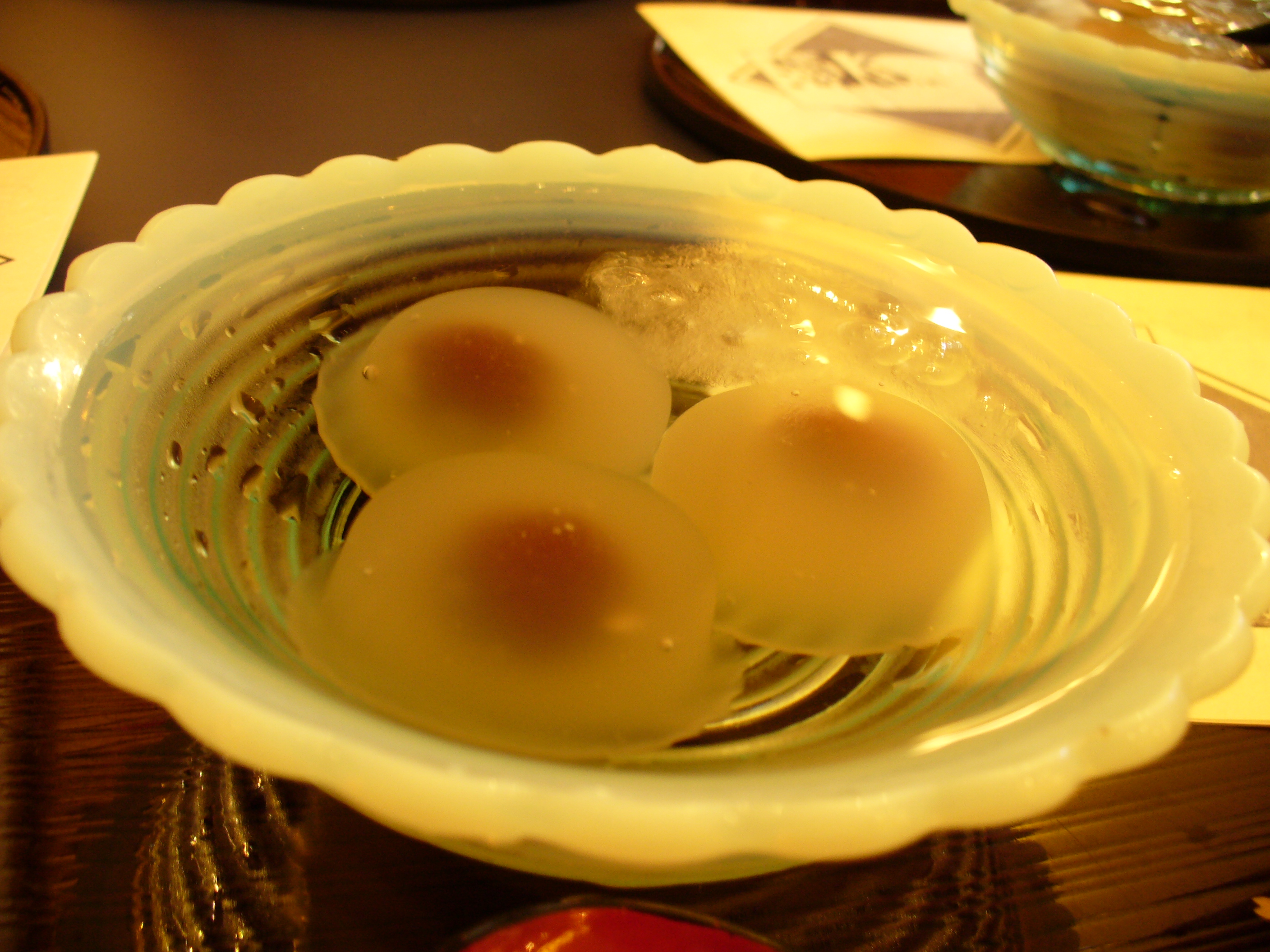
Mizu manjū (水饅頭)

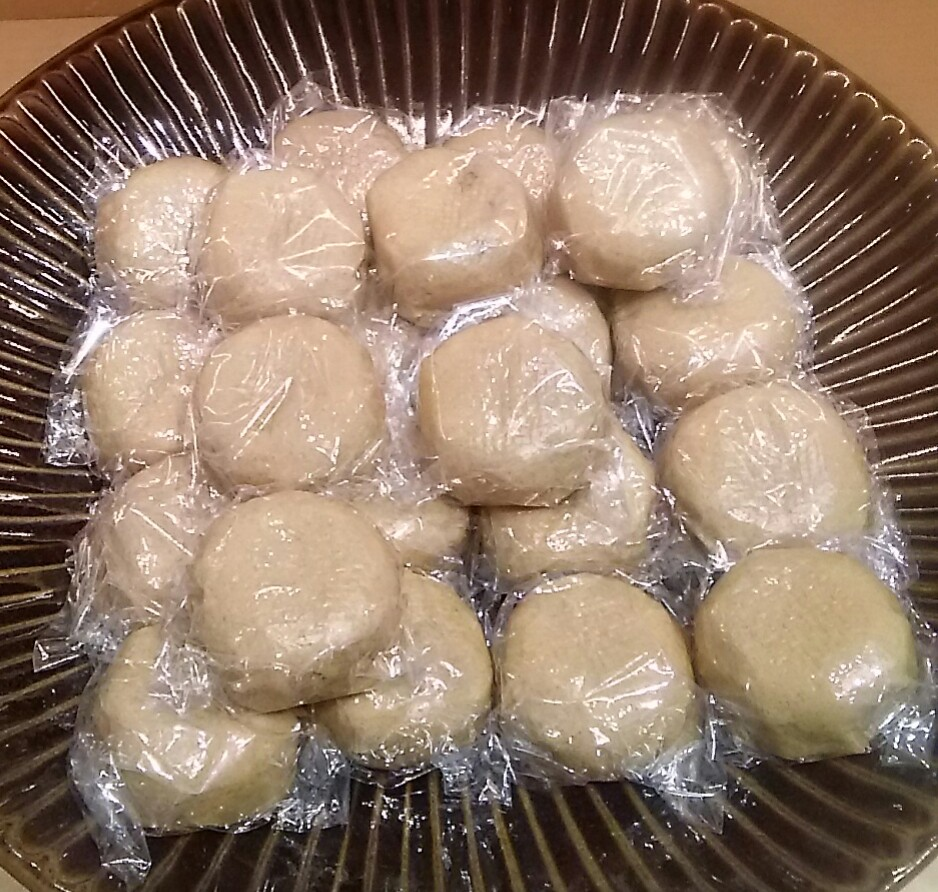
Usukawa manjū (薄皮饅頭)